# (100177) 1994 AH5
(100177) 1994 AH5 es un asteroide perteneciente al cinturón de asteroides, descubierto el 5 de enero de 1994 por el equipo del Spacewatch desde el Observatorio Nacional de Kitt Peak, Arizona, Estados Unidos.